# Grönby kyrka

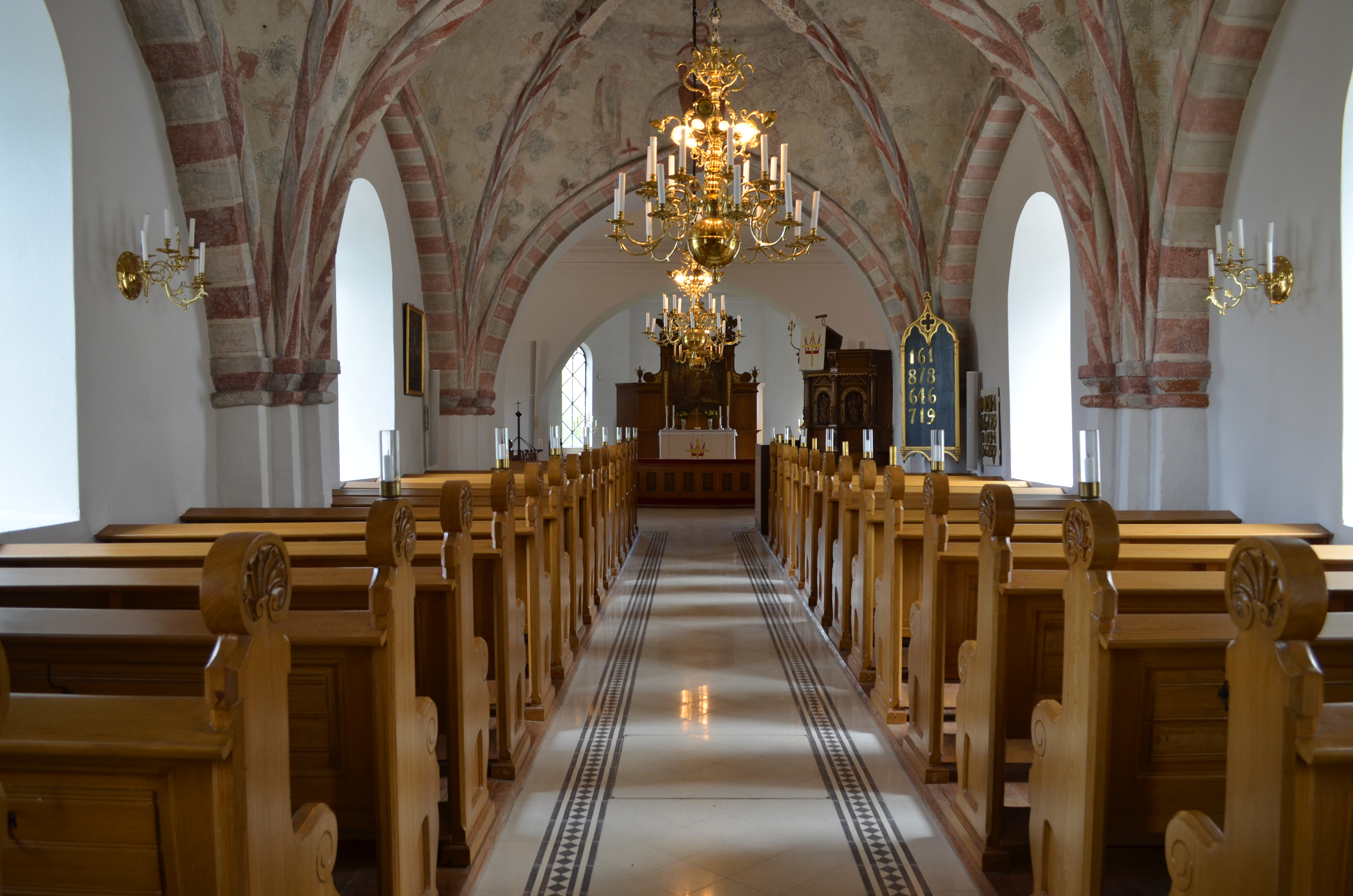
Grönby kyrkosal

Grönby kyrka är en kyrkobyggnad i Grönby på Söderslätt i Skåne. Den tillhör Anderslövs församling i Lunds stift.

## Kyrkobyggnaden
Kyrkans äldsta delar är från 1100-talet. På 1400-talet förlängdes långhuset mot väster och tornet uppfördes. 1741 blev tornet tillbyggt. Omkring 1870 revs det medeltida absidkoret och kyrkan förlängdes åt öster. Långhuset fick korsarmar och ett tresidigt kor. I långhusets valv finns målningar från 1300-talet, troligen utförda av Snårestadsmästaren.

## Interiör
- Dopfunten är samtida med kyrkan.
- Altaruppsatsen har en altartavla från 1600-talet och altarskåp av 1800-talstyp.
- Predikstolen i brunmålad och förgylld ek härstammar från 1600-talet.

### Orgel
- Den nuvarande orgeln byggdes 1907 av Eskil Lundén, Göteborg och är en mekanisk orgel med rooseweltlådor. Orgeln renoverades 1982 av Frederiksborgs Orgelbyggeri, Hilleröd, Danmark.

| Manual I     | Manual II           | Pedal   | Koppel |
| Borduna 16´  | Violin Principal 8´ | Bihängd | I/P    |
| Principal 8´ | Rörflöjt 8'         |         | II/P   |
| Gedakt 8´    | Salicional 8'       |         | II/I   |
| Gamba 8'     | Violin 4'           |         |        |
| Oktava 4'    |                     |         |        |
| Trumpet 8'   |                     |         |        |